# Hôtel Bodard de la Jacopière
L'hôtel Bodard de La Jacopière est un hôtel particulier situé dans le centre-ville de Chinon. 

## Historique

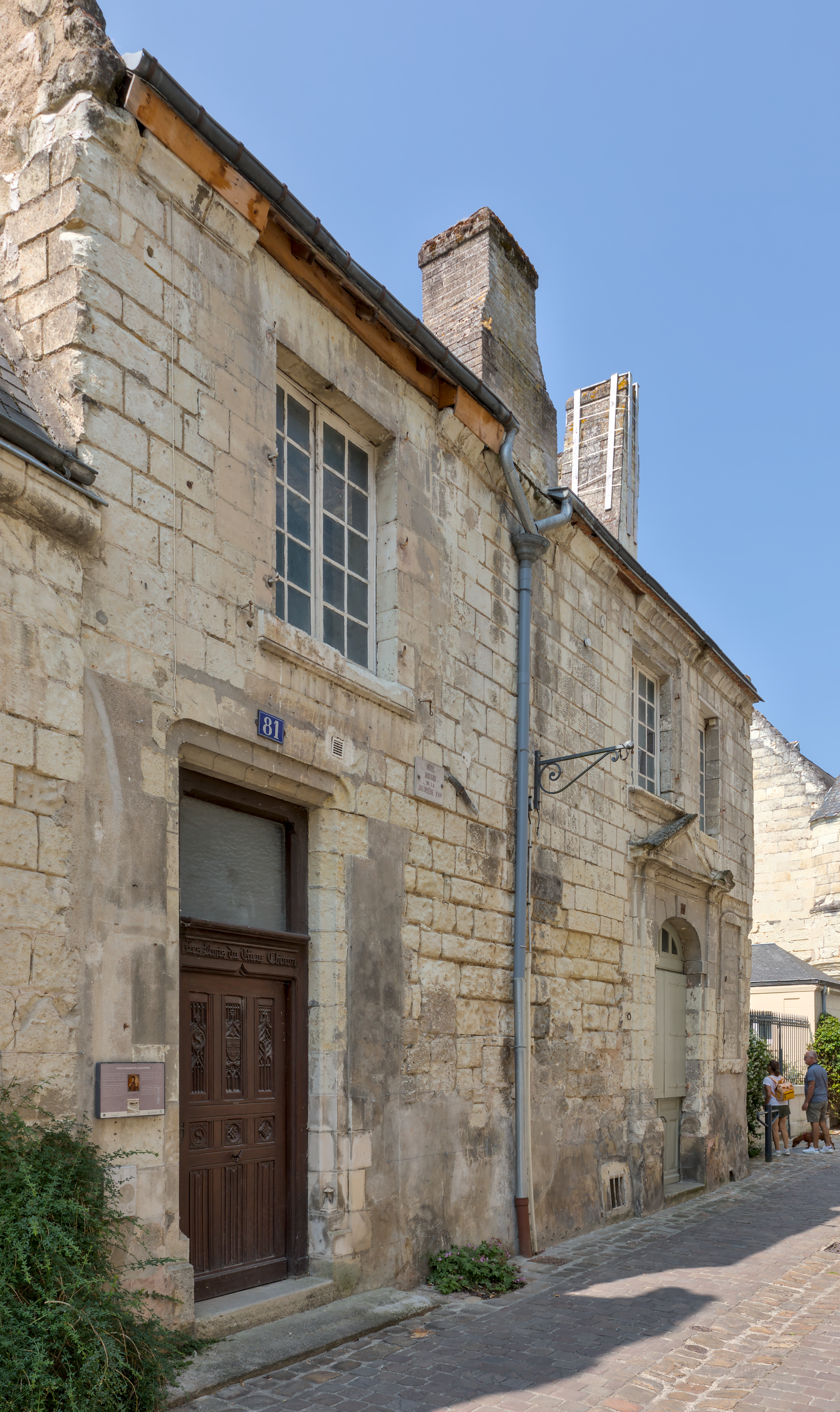
Façade côté rue Haute-Saint-Maurice.

L'hôtel particulier est construit aux XVIe siècle et XVIIe siècle. Il sert d'annexe à la maîtrise des Eaux et Forêts de la ville de Chinon aux XVIIe et XVIIIe siècles. Malgré les modifications, le bâtiment a gardé ses lucarnes de style Renaissance. Celles du côté de la rue Voltaire ont été en partie martelées à la Révolution.
Le monument fait l'objet d’une inscription au titre des monuments historiques depuis le 25 novembre 2016.
De 1931 à 1973, il accueille les collections du Carroi, musée d'arts et d'histoire de la ville de Chinon.

## Pour en savoir plus